# سریوس سم ۴
سریوس سم ۴ (انگلیسی: Serious Sam 4) یک بازی ویدئویی به سبک تیراندازی اول شخص است که توسط Croteam توسعه یافته و به‌وسیلهٔ دیوولور دیجیتال منتشر شده‌است. این بازی به عنوان یکی از قسمت‌های مجموعه بازی‌های سریوس سم محسوب می‌شود و پیش‌درآمد سریوس سم: پیش از برخورد نخست است. این بازی در آوریل ۲۰۱۸ اعلام شد و در ۲۴ سپتامبر ۲۰۲۰ برای مایکروسافت ویندوز و گوگل استادیا منتشر شد، و همچنین در سال ۲۰۲۱ برای کنسول‌های پلی‌استیشن ۴ و ایکس‌باکس وان برنامه‌ریزی شده‌است.